# 24-Stunden-Rennen von Spa-Francorchamps 1971

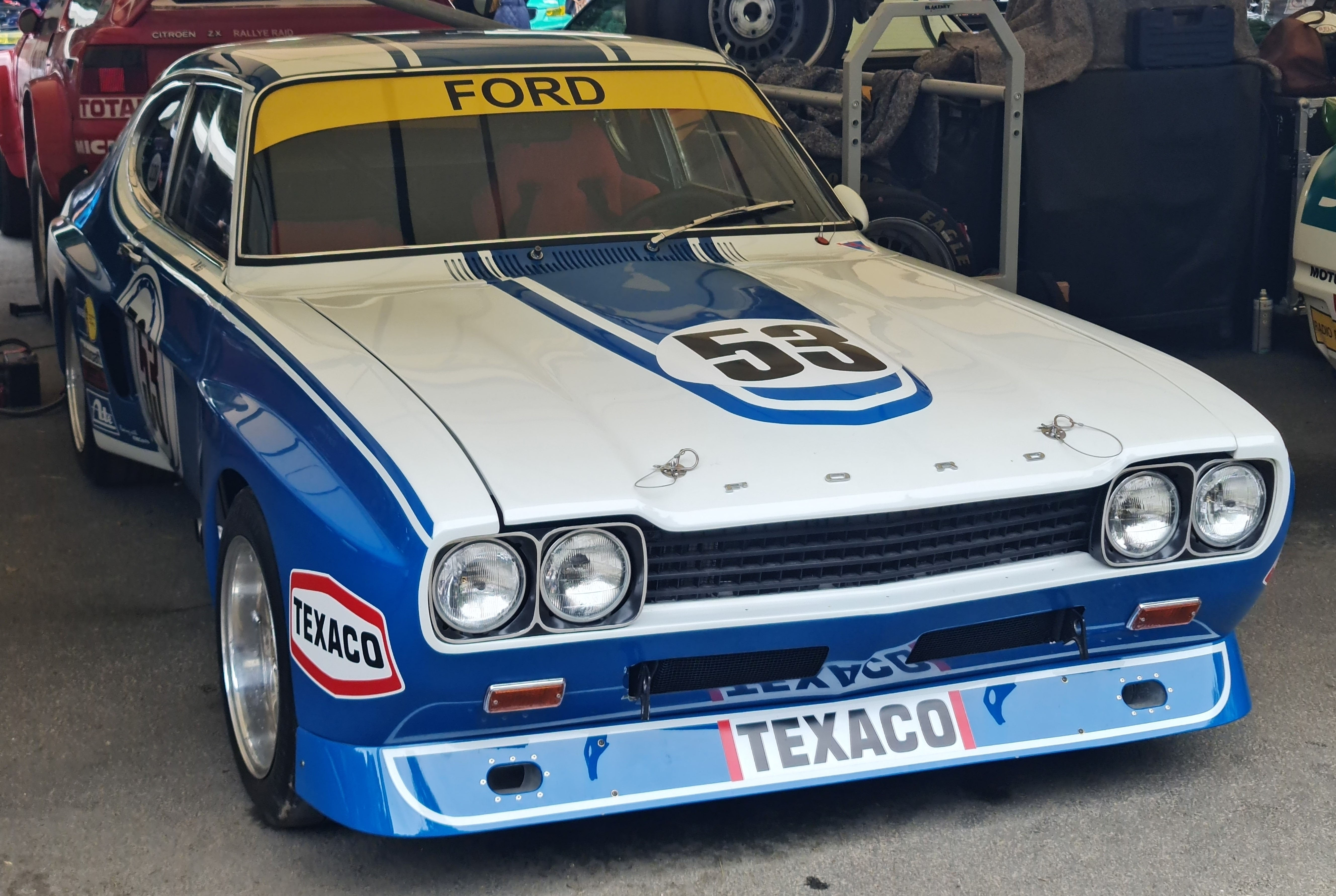
Ford Capri RS 2600, Siegerwagenmodell von Dieter Glemser und Àlex Soler-Roig

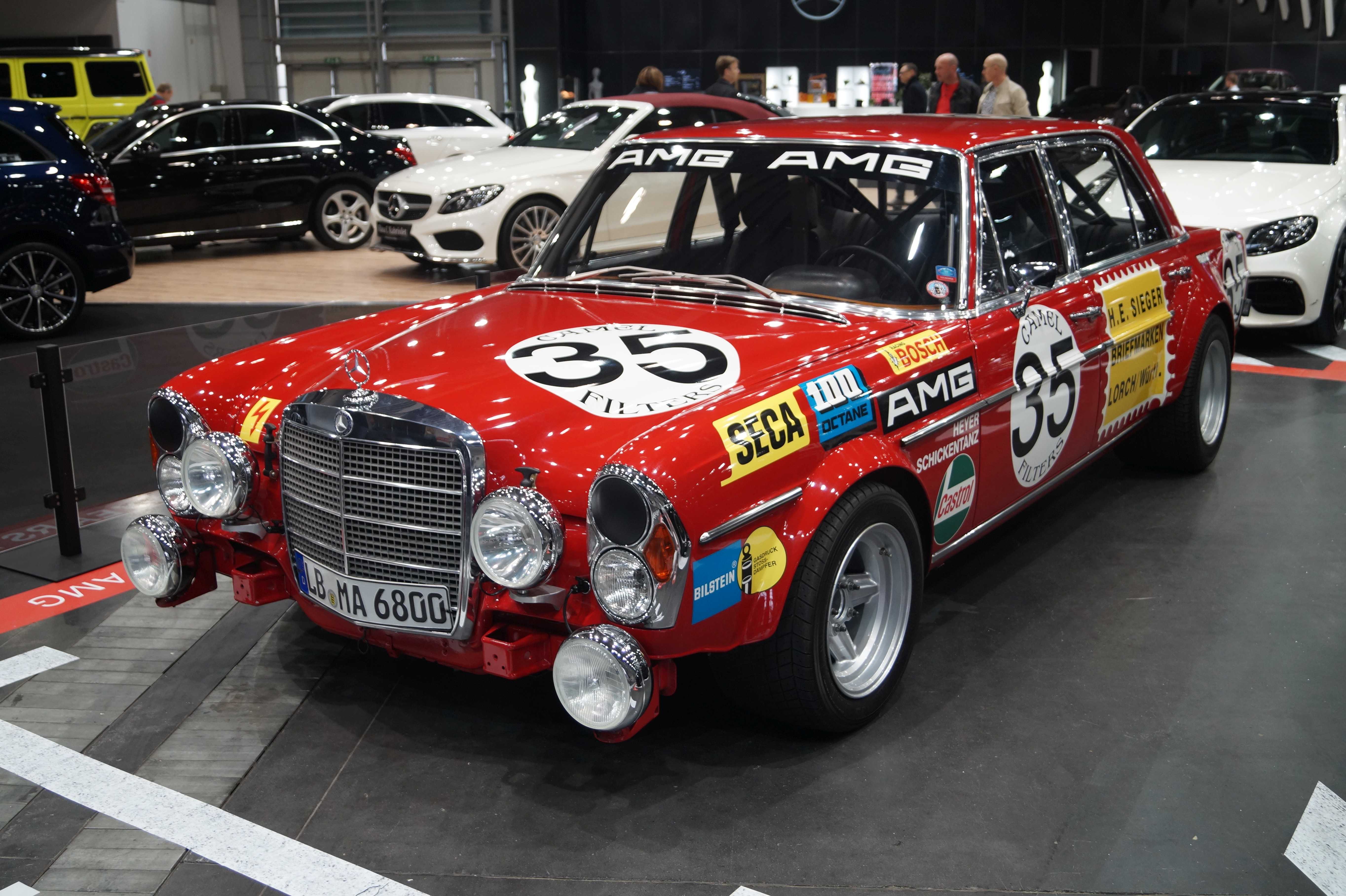
Originalgetreuer Nachbau der Roten Sau

Das 23. 24-Stunden-Rennen von Spa-Francorchamps, auch 24 heures de Francorchamps, fand vom 24. bis 25. Juli 1971 auf dem Circuit de Spa-Francorchamps statt und war der fünfte Wertungslauf der Tourenwagen-Europameisterschaft dieses Jahres.

## Das Rennen
Mit dem Ablauf der Rennsaison 1970 beendete der Vorstand von BMW, den werkseitigen Einsatz im Tourenwagensport. Ab 1971 übernahmen die Privatteams von Alpina und Schnitzer die Einsätze der deutschen BMW-Tourenwagen. Zehn Rennwagen der Bayerischen Motoren Werke fanden sich auf der Meldeliste. Darunter die Alpina BMW 2800 CS von Niki Lauda/Gérard Larrousse, Liane Engeman/Christine Beckers und des Vorjahressiegers Günther Huber mit Partner Willi Kauhsen. Den Schnitzer-2800 CS fuhren Rallyefahrer Rauno Aaltonen und Helmut Kelleners. Drei weitere 2800 CS meldete das belgische Luigi Team unter anderem für Alain Peltier und Noël van Assche, dem Gesamtsieger von 1967. Einen Alpina-BMW 2002 steuerten Gerold Pankl und Hans-Joachim Stuck.
1970 begann der Konkurrenzkampf der BMW-Rennwagen mit den Fahrzeugen von Ford Köln, der die Tourenwagen-Europameisterschaft in den folgenden Jahren prägen und zu einer Hochblüte führen sollte. Das Werksteam unter der Leitung von Jochen Neerpasch meldete zwei Ford Capri RS 2600 für Dieter Glemser/Àlex Soler-Roig und Jochen Mass/Gerry Birrell. Einen Escort RS 1600 erhielten John Fitzpatrick und François Mazet.
Hans Werner Aufrecht und Erhard Melcher gründeten 1967 in Großaspach das Fahrzeugtuning-Unternehmen Aufrecht-Melcher-Großaspach, heute Mercedes-AMG. Aufrecht und Melcher ließen einen der 1969 zurückgezogenen und später verunfallten Mercedes-Benz 300 SEL 6.3 reparieren und mit einem neu aufgebauten Motor versehen. Für die Kraftübertragung sorgte ein neues ZF-5-Gang-Getriebe. Fahrer des Wagens, der die Bezeichnung Rote Sau erhielt, waren Hans Heyer und Clemens Schickentanz. Weitere Rennwagen-Exoten waren ein Citroën SM und drei Moskwitsch-412.
Von der Pole-Position aus ins Rennen ging Ivo Grauls im Chevrolet Camaro Z28, der bereits in der ersten Runde von Dieter Glemser im Ford Capri überholt wurde. Früh im Rennen begannen die Probleme bei BMW. Niki Lauda kam nach einer Stunde zu einem ungeplanten Stopp an die Box. Das Getriebe am 2800 CS war defekt und musste zeitaufwendig getauscht werden. Nachdem auch das Tauschgetriebe seinen Dienst versagt hatte, wurde der Wagen abgestellt. Weitere Getriebe- und Motorschäden dezimierten das BMW-Feld nachhaltig, sodass der beste Wagen im Ziel der Luigi-BMW an der sechsten Stelle der Gesamtwertung war. Mit einer Disqualifikation endete der Einsatz des Schnitzer-BMW. Ein Unfall von Rauno Aaltonen beschädigte die Lenkung so schwer, dass bei der notwendig gewordenen Reparatur das Zeitlimit nicht eingehalten werden konnte. Glemser und Soler-Roig gelang der erste Ford-Sieg im Spa. Der Vorsprung auf die Rote Sau betrug im Ziel drei Runden. Der 16. und 17. Gesamtrang zweier Moskwitsch waren die ersten Platzierungen sowjetischer Fahrzeuge bei einem internationalen 24-Stunden-Rennen.
Der tödliche Unfall von Raymond Mathay überschattete das Rennen. Der Belgier teilte sich das Cockpit eines von der Écurie Azur gemeldeten BMW 2800 CS mit seinem Landsmann Jean Xhenceval. Gegen Mitternacht, als über der Strecke an starkes Gewitter niederging, verunfallte der kurz davor vollgetankte BMW im Streckenabschnitt Les Combes. Der Tank platzte und der Wagen ging in Flammen auf. Mathay hatte keine Überlebenschance.

## Ergebnisse

### Schlussklassement
| 1                  | Div. 3/Gr. 2 | 22 | Ford Köln                   | Dieter Glemser Àlex Soler-Roig                 | Ford Capri RS 2600         | 311 |
| 2                  | Div. 3/Gr. 2 | 35 | Aufrecht-Melcher-Großaspach | Hans Heyer Clemens Schickentanz                | Mercedes-Benz 300 SEL 6.3  | 308 |
| 3                  | Div. 2/Gr. 2 | 42 | Autodelta S.p.A.            | Carlo Facetti Toine Hezemans                   | Alfa Romeo 2000 GTAm       | 289 |
| 4                  | Div. 2/Gr. 2 | 40 | Autodelta S.p.A.            | Nino Vaccarella Jacques Berger                 | Alfa Romeo 2000 GTAm       | 289 |
| 5                  | Div. 2/Gr. 2 | 41 | Autodelta S.p.A.            | Philippe Toussaint Pierre-Yves Bertinchamps    | Alfa Romeo 2000 GTAm       | 289 |
| 6                  | Div. 3/Gr. 1 | 23 | Luigi Racing                | Alain Peltier Noël van Assche                  | BMW 2800 CS                | 280 |
| 7                  | Div. 3/Gr. 1 | 25 | Luigi Racing                | Pierre Maublanc Nicolas Koob                   | BMW 2800 CS                | 276 |
| 8                  | Div. 3/Gr. 1 | 34 |                             | Dany Wauters Rick Coemans                      | Opel Commodore GS          | 275 |
| 9                  | Div. 3/Gr. 1 | 24 | Luigi Racing                | Achim Warmbold Rainer Braun                    | BMW 2800 CS                | 269 |
| 10                 | Div. 3/Gr. 1 | 33 | Helmut Gall                 | Helmut Gall Eckard Babendenderde               | BMW 2800 CS                | 262 |
| 11                 | Div. 1/Gr. 2 | 94 | Lucien Guitteny             | Lucien Guitteny Jean-Claude Boucher            | NSU 1000 TTS               | 255 |
| 12                 | Div. 2/Gr. 2 | 52 | Ken Coffey Westune          | Ken Coffey John Myerscough                     | Ford Escort TC             | 254 |
| 13                 | Div. 1/Gr. 2 | 73 | Fernand Néri                | Fernand Néri Raffaele Pinto                    | Fiat 128 1300              | 253 |
| 14                 | Div. 1/Gr. 2 | 87 | East Belgian Racing Team    | Edgar Gillessen Emmanuel Remion                | Alfa Romeo 1300 GTA Junior | 244 |
| 15                 | Div. 1/Gr. 2 | 82 |                             | Lubbenz Bernhard Niehaus                       | NSU 1200 TT                | 243 |
| 16                 | Div. 2/Gr. 2 | 57 | Scaldia-Volga               | Claude Collaer Jean-P. Moers                   | Moskwitsch-412             | 237 |
| 17                 | Div. 2/Gr. 2 | 58 | Scaldia-Volga               | Willy Segers Emile Businaro                    | Moskwitsch-412             | 236 |
| 18                 | Div. 1/Gr. 2 | 71 | Team Broadspeed             | Robin Searle Vic Sanders                       | Ford Escort 1300 GT        | 222 |
| Nicht klassiert    |              |    |                             |                                                |                            |     |
| 19                 | Div. 1/Gr. 2 | 79 | Pierre Rubens               | Pierre Rubens Charles van Rijn                 | Alfa Romeo 1300 GTA Junior | 191 |
| Disqualifiziert    |              |    |                             |                                                |                            |     |
| 20                 | Div. 3/Gr. 2 | 48 | Team Schnitzer Motul        | Rauno Aaltonen Helmut Kelleners                | BMW 2800 CS                |     |
| Ausgefallen        |              |    |                             |                                                |                            |     |
| 21                 | Div. 3/Gr. 2 | 18 | Transeurop Racing Gulf      | Paul Joossens Joost Byttebier                  | Opel Commodore GS          |     |
| 22                 | Div. 3/Gr. 2 | 19 | Écurie Azur                 | Raymond Mathay Jean Xhenceval                  | BMW 2800 CS                |     |
| 23                 | Div. 3/Gr. 2 | 1  | Ivo Grauls                  | Ivo Grauls Peter Hoffmann                      | Chevrolet Camaro Z28       |     |
| 24                 | Div. 3/Gr. 2 | 21 | Ford Köln                   | Jochen Mass Gerry Birrell                      | Ford Capri RS 2600         |     |
| 25                 | Div. 1/Gr. 2 | 77 | Autodelta S.p.A.            | Gianluigi Picchi Teodoro Zeccoli               | Alfa Romeo 1300 GTA Junior |     |
| 26                 | Div. 3/Gr. 1 | 27 | Marabout Racing             | Vincent Gaye René Tricot                       | Opel Commodore GS          |     |
| 27                 | Div. 2/Gr. 2 | 47 | BMW-Alpina                  | Gerold Pankl Hans-Joachim Stuck                | BMW 2002                   |     |
| 28                 | Div. 3/Gr. 2 | 15 | Steinmetz Automobiltechnik  | Taf Gosselin Teddy Pilette                     | Opel Commodore GS          |     |
| 29                 | Div. 1/Gr. 2 | 74 | Fernand Néri                | Marco de Tomasi Antonio Vimercati              | Fiat 128 1300              |     |
| 30                 | Div. 1/Gr. 2 | 76 | Massimo Larini              | Massimo Larini Luigi Colzani                   | Alfa Romeo 1300 GTA Junior |     |
| 31                 | Div. 1/Gr. 2 | 90 | Daniel Dezy                 | Daniel Dezy Dino Pizzinato                     | Alfa Romeo 1300 GTA Junior |     |
| 32                 | Div. 2/Gr. 2 | 51 | Racing Team BP British Vita | Han Akersloot Yvette Fontaine                  | Ford Escort RS 1600        |     |
| 33                 | Div. 2/Gr. 2 | 53 | Ford Köln                   | John Fitzpatrick François Mazet                | Ford Escort RS 1600        |     |
| 34                 | Div. 3/Gr. 2 | 32 | Grab Ford Siegen            | Harald Menzel Bernd Blank                      | Ford Capri RS 2600         |     |
| 35                 | Div. 1/Gr. 2 | 75 | Écurie Grafo                | Jean Eggericx Claude Collignon                 | Alfa Romeo 1300 GTA Junior |     |
| 36                 | Div. 1/Gr. 2 | 81 | Écurie van Stolle           | Charles van Stalle Guy Chasseuil               | Alfa Romeo 1300 GTA Junior |     |
| 37                 | Div. 2/Gr. 2 | 64 |                             | Bernd Henne Helmut Bein                        | BMW 2002 TI                |     |
| 38                 | Div. 3/Gr. 2 | 10 | BMW-Alpina                  | Niki Lauda Gérard Larrousse                    | BMW 2800 CS                |     |
| 39                 | Div. 3/Gr. 2 | 17 | Steinmetz Automobiltechnik  | Claude Bourgoignie Yves Deprez                 | Opel Commodore GS          |     |
| 40                 | Div. 2/Gr. 2 | 44 | Écurie Grafo                | Gérald Simonis Luc Goris                       | Alfa Romeo 2000 GTAm       |     |
| 41                 | Div. 2/Gr. 2 | 43 | Écurie Grafo                | Jean-Claude Franck Robert Derom                | Alfa Romeo 2000 GTAm       |     |
| 42                 | Div. 3/Gr. 2 | 26 | Team Lucien Bianchi         | Roland de Jamblinne Jacques Bigrat             | Citroën SM                 |     |
| 43                 | Div. 3/Gr. 2 | 16 | Steinmetz Automobiltechnik  | Willy Braillard Paul Verbeeck                  | Opel Commodore GS          |     |
| 44                 | Div. 3/Gr. 2 | 12 | BMW-Alpina                  | Liane Engeman Christine Beckers                | BMW 2800 CS                |     |
| 45                 | Div. 3/Gr. 1 | 30 |                             | Jean-Pierre Ortmans Edouard Duvigneaud         | Chevrolet Camaro           |     |
| 46                 | Div. 3/Gr. 2 | 9  | Castrol BMW Team            | Dominique Moorkens Jean-Louis Haxhe            | BMW 2800 CS                |     |
| 47                 | Div. 2/Gr. 2 | 54 | Team Broadspeed             | Mike Crabtree Trevor Taylor                    | Ford Escort RS 1600        |     |
| 48                 | Div. 1/Gr. 2 | 55 |                             | Vincenzo Cazzago Umberto Grano                 | Alfa Romeo 1300 GTA Junior |     |
| 49                 | Div. 2/Gr. 2 | 60 |                             | Rudy Host Pieter Cath                          | BMW 2002 TI                |     |
| 50                 | Div. 1/Gr. 2 | 70 |                             | Jacques Hendrickx Philippe Verdeyen            | BMC Mini Cooper S          |     |
| 51                 | Div. 1/Gr. 2 | 80 | Team Broadspeed             | Dave Matthews Rod Mansfield                    | Ford Escort 1300 GT        |     |
| 52                 | Div. 1/Gr. 2 | 78 | Scuderia Palladio           | Jacopo Trivellato Angelino Lepri               | Fiat 128                   |     |
| 53                 | Div. 2/Gr. 2 | 50 | Racing Team BP              | Hughes de Fierlant Pierre Dieudonné            | Ford Escort RS 1600        |     |
| 54                 | Div. 3/Gr. 2 | 20 |                             | Karl-Heinz Eisenschenk Hans-Günther Stoffel    | BMW 2800 CS                |     |
| 55                 | Div. 3/Gr. 1 | 7  | VDS Racing Team             | Serge Trosch Martin Birrane                    | Ford Mustang Boss          |     |
| 56                 | Div. 1/Gr. 2 | 72 | Fernand Néri                | Frank van der Mast Man Bergsteijn              | Fiat 128                   |     |
| 57                 | Div. 2/Gr. 2 | 66 |                             | Alex Aebersold Cuno Ackermann Peter Wiederkehr | FBMW 2002 TI               |     |
| 58                 | Div. 2/Gr. 2 | 56 | Scaldia-Volga               | Jean-Marie Lagae Etienne Stalpaert             | Moskwitsch-412             |     |
| 59                 | Div. 3/Gr. 1 | 2  |                             | Marie-Claude Charmasson Gabrielle Konig        | Chevrolet Camaro Z28       |     |
| 60                 | Div. 3/Gr. 2 | 14 | Steinmetz Automobiltechnik  | Chris Tuerlinx Henri Greder                    | Opel Commodore GS          |     |
| Nicht gestartet    |              |    |                             |                                                |                            |     |
| 61                 | Div. 3/Gr. 2 | 11 | BMW-Alpina                  | Günther Huber Willi Kauhsen                    | BMW 2800 CS                | 1   |
| 62                 | Div. 2/Gr. 2 | 61 |                             | Guy Brunninghausen Maurice Lenaif              | BMW 2002 TI                | 2   |
| 63                 | Div. 3/Gr. 2 | 3  | Roger Lamoral               | Roger Lamoral Sylvain Garant                   | Chevrolet Camaro           | 3   |
| 64                 | Div. 2/Gr. 2 | 63 |                             | Alain Clement Yves Martin                      | BMW 2002 TI                | 4   |
| 65                 | Div. 1/Gr. 2 | 92 |                             | Romain Feitler Pascal Mathieu                  | Renault R 8 Gordini        | 5   |
| 66                 | Div. 2/Gr. 2 | 62 |                             | Wolfgang Stumpf Hanno Maurer-Stroh             | Ford Escort RS 1600        | 6   |
| 67                 | Div. 1/Gr. 2 | 91 |                             | Bernard Carlier Marcel Engels                  | Alfa Romeo 1300 GT Junior  | 7   |
| 68                 | Div. 1/Gr. 2 | 86 |                             | Jean-Marie Morlet Michel Lurquin               | Renault R 8 Gordini        | 8   |
| 69                 | Div. 1/Gr. 2 | 88 |                             | Jean-Baptiste Laurent Marcel Tombeur           | NSU 1000 TTS               | 9   |
| 70                 | Div. 1/Gr. 2 | 89 |                             | Michel Degraeve M. Lessenes                    | Alfa Romeo 1300 GT Junior  | 10  |
| 71                 | Div. 2/Gr. 2 | 59 | Scaldia-Volga               | Jacques Dernelle Jean-Pierre Guyette           | Moskwitsch-412             | 11  |
| 72                 | Div. 1/Gr. 2 | 93 |                             | D. Vincent Gilles Delafosse                    | NSU 1200 TT                | 12  |
| Nicht qualifiziert |              |    |                             |                                                |                            |     |
| 73                 | Div. 3/Gr. 2 | 8  |                             | Jean-Claude Geurie Jean-François Piot          | Ford Capri RS 2600         | 13  |

1 Unfall im Training
2 nicht gestartet
3 Motorschaden
4 nicht gestartet
5 nicht gestartet
6 nicht gestartet
7 nicht gestartet
8 nicht gestartet
9 nicht gestartet
10 nicht gestartet
11 nicht gestartet
12 nicht gestartet
12 nicht qualifiziert

### Nur in der Meldeliste
Hier finden sich Teams, Fahrer und Fahrzeuge, die ursprünglich für das Rennen gemeldet waren, aber aus den unterschiedlichsten Gründen daran nicht teilnahmen.
| Pos. | Klasse       | Nr. | Team                 | Fahrer                                 | Chassis          |
| ---- | ------------ | --- | -------------------- | -------------------------------------- | ---------------- |
| 74   | Div. 1/Gr. 2 | 83  | Scuderia Filipinetti | Claude Haldi Bernard Chenevière        | Fiat 128         |
| 75   | Div. 1/Gr. 2 | 84  | Scuderia Filipinetti | Walter Dona Jean-Jacques Cochet        | Fiat 128         |
| 76   | Div. 3/Gr. 1 | 5   |                      | Jean Sage Jean-Pierre Hanrioud         | Chevrolet Camaro |
| 77   | Div. 2/Gr. 2 |     |                      | Gerold Pankl Ferfried von Hohenzollern | BMW 2002 TI      |
| 78   | Div. 3/Gr. 2 |     |                      | Rainer Braun Helmut Bein               | BMW 2800 CS      |
| 79   | Div. 3/Gr. 1 |     |                      | Jean-Claude Aubriet Sylvain            | Chevrolet Camaro |
| 80   | Div. 2/Gr. 2 |     | Koepchen             | Willi Kauhsen Hans Heyer               | BMW 2002 TI      |

### Klassensieger
| Klasse       | Fahrer          | Fahrer              | Fahrzeug             | Platzierung im Gesamtklassement |
| ------------ | --------------- | ------------------- | -------------------- | ------------------------------- |
| Div. 3/Gr. 2 | Dieter Glemser  | Àlex Soler-Roig     | Ford Capri RS 2600   | Gesamtsieg                      |
| Div. 3/Gr. 1 | Alain Peltier   | Noël van Assche     | BMW 2800 CS          | Rang 6                          |
| Div. 2/Gr. 2 | Carlo Facetti   | Toine Hezemans      | Alfa Romeo 2000 GTAm | Rang 3                          |
| Div. 1/Gr. 2 | Lucien Guitteny | Jean-Claude Boucher | NSU 1000 TTS         | Rang 11                         |
| Div. 2/Gr. 1 | Robin Searle    | Vic Sanders         | Ford Escort 1300 GT  | Rang 18                         |

### Renndaten
- Gemeldet: 80
- Gestartet: 60
- Gewertet: 18
- Rennklassen: 5
- Zuschauer: 80.000
- Wetter am Renntag: erst trocken, in der Nacht Gewitter
- Streckenlänge: 14,100 km
- Fahrzeit des Siegerteams: 24:00:00.000 Stunden
- Gesamtrunden des Siegerteams: 311
- Gesamtdistanz des Siegerteams: 4385,100 km
- Siegerschnitt: 182,690 km/h
- Pole Position: Ivo Grauls – Chevrolet Camaro Z28 (#1) – 4:04,500
- Schnellste Rennrunde: Ivo Grauls – Chevrolet Camaro Z28 (#1) – 4:06,200 = 206,341 km/h
- Rennserie: 5. Lauf zur Tourenwagen-Europameisterschaft 1971